# Cenocoelius simulatrix
Cenocoelius simulatrix är en stekelart som beskrevs av Saffer 1982. Cenocoelius simulatrix ingår i släktet Cenocoelius och familjen bracksteklar. Inga underarter finns listade.